# Silo rufescens
Silo rufescens is een schietmot uit de familie Goeridae. De soort komt voor in het Palearctisch gebied.